# Bólido de Vitim
El evento de Vitim o acontecimiento de Bodaybo fue una explosión de medio kilotón del 24 al 25 de septiembre de 2002 en la taiga próxima al río Vitim, cerca de la ciudad de Bodaibó, en el distrito de Mamsko-Chuiski del óblast de Irkutsk, en el sur de la meseta de Siberia Central, en Rusia.
Sucedió 
64 km al noroeste de la ciudad de Bodaybo, y
136 km al sursureste de la población de Vitim (República de Sajá).
El acontecimiento fue registrado por estaciones sismológicas de todo el mundo y también por un satélite antimisiles de los Estados Unidos.
Primero se creyó que fue provocado por el núcleo de un cometa de unos 50 metros de diámetro, pero en 2005 se concluyó que tenía todas las características de un asteroide sólido.
Se hicieron algunas tentativas para medir la magnitud de la explosión.
Analistas militares de los Estados Unidos la estimaron entre 0.2 y 0.5 kilotones, mientras que el físico ruso Andréi Oljovatov (n. años 1970) calculó que habría alcanzado los 4 o 5 kilotones.
La información sobre el acontecimiento tardó una semana en aparecer en los medios de comunicación sociales y científicos. Inicialmente, nadie comprendió la magnitud de la explosión. Como suele ocurrir en estos casos, se han postulado hipótesis alternativas.